# Grete Waitz
Grete Waitz, nacida Grete Andersen (Oslo, Noruega, 1 de octubre de 1953 - Oslo, Noruega, 19 de abril de 2011). Atleta noruega especialista en carreras de larga distancia. Ganó nueve ediciones de la Maratón de Nueva York entre 1978 y 1988, además de ser campeona mundial en Helsinki 1983 y subcampeona olímpica en Los Ángeles 1984.

## Biografía

### Inicios en el atletismo
Comenzó a practicar atletismo desde muy joven, aunque en esa época las mujeres no lo tenían fácil para dedicarse a competir al máximo nivel. Con solo 18 años participó en los Juegos Olímpicos de Múnich 1972 en la prueba de 1.500 metros.
Su irrupción en la élite mundial se produjo en el Campeonato Europeo de Atletismo de 1974 cuando ganó la medalla de bronce en los 1500 m.
En 1975 logró batir en Oslo el récord mundial de los 3.000 m con 8:46,6. Al año siguiente batió por segunda vez el récord con 8:45,4 en la misma ciudad.

### En la maratón
Sin embargo ella se encontraba más a gusto en las distancias largas, y comenzó a preparar el salto a la prueba de maratón, que por esta época empezaba a hacerse popular entre las mujeres. 
En 1978 obtuvo su primera victoria en la Maratón de Nueva York y además con un nuevo récord del mundo de 2h32:29, más de dos minutos por debajo del récord anterior.
El nombre de Grete Waitz ira siempre unido a la Maratón de Nueva York, una prueba que ganaría en nueve ediciones (1978, 79, 80, 82, 83, 84, 85, 86 y 88). Además en tres de ellas lo hizo batiendo el récord del mundo (1978, 79 y 80).
Otra maratón donde se destacó fue la Maratón de Londres, prueba que ganó en 1983 y 1986. Precisamente en la Maratón de Londres de 1983, Grete Waitz batió su cuarto y último récord mundial en esta prueba, dejándolo en 2h25:29.
En cinco años había rebajado en nada menos que siete minutos su propio récord. Sin embargo la alegría le duró menos de 24 horas, pues al día siguiente, 18 de abril de 1985, la norteamericana Joan Benoit establecía una nueva plusmarca en la Maratón de Boston con 2h22:43, casi tres minutos menos que el récord de Waitz.
En el Campeonato Mundial de Atletismo de 1983, celebrado por primera vez en Helsinki, Waitz se proclamó campeona del mundo con 2h28:09, a gran distancia de sus perseguidoras, la norteamericana Marianne Dickerson (2h31:09) y la soviética Raisa Smekhnova (2h31:13)

### Los Ángeles 1984
Quizá la mayor decepción de su carrera deportiva la sufrió en los Juegos Olímpicos de Los Ángeles 1984. Era la primera vez que se celebraba la maratón olímpica femenina, y Grete Waitz era una de las grandes favoritas, junto a la norteamericana Joan Benoit, la noruega Ingrid Kristiansen y la nueva figura portuguesa Rosa Mota.
El 2 de agosto, bien temprano por la mañana para evitar el calor en la medida de lo posible, 50 corredoras de 28 países tomaron la salida en el Memorial Coliseum de Los Ángeles. Al poco de comenzar la prueba Joan Benoit se escapó del grupo, un hecho que sería decisivo al final. La mayoría pensaba que había atacado muy pronto y que pagaría su esfuerzo. Sin embargo Benoit continuó a buen ritmo y a los 25 kilómetros llevaba una abultada ventaja de 1:50 sobre el resto de favoritas.
Aquí Grete Waitz se dio cuenta de que Benoit se dirigía directa al triunfo final, y trató de evitarlo saliendo a "cazar" a la americana. Sin embargo la reacción resultó tardía. Aunque recortó bastante la diferencia, Joan Benoit se plantó en el Estadio con una cómoda ventaja y obtuvo la medalla de oro en 2h25:52. Greta Waitz tuvo que conformase con la medalla de plata con 2h 26:18, mientras que la portuguesa Rosa Mota se llevó el bronce.

### Campo a través
Además de sus éxitos en la pista y en el asfalto, Grete Waitz está considerada como la mejor corredora de campo a través de la historia, ya que ninguna otra atleta ha ganado cinco títulos de campeona mundial. Lo consiguió por primera vez en Glasgow en 1978, y repitió en Limerick 1979, París 1980, Madrid 1981 y Gateshead 1983.

### Retirada
Tras abandonar la alta competición en 1991, siguió vinculada a este deporte ayudando a su promoción y organizando eventos atléticos. También realiza una gran labor humanitaria, vinculada sobre todo a Care International y a los Special Olympics (donde compiten personas con alguna discapacidad intelectual)
Grete es una verdadera leyenda en Noruega. En el exterior del Estadio Bislett de Oslo hay una estatua en su honor, y su rostro aparece incluso en algunos sellos. Además cada año se celebra una carrera que lleva su nombre. 
También en Nueva York, donde consiguió sus mayores éxitos, se celebra cada año la Grete's Great Gallop, una media maratón en su honor.
En junio de 2005 hizo público que padecía cáncer, y que se estaba sometiendo a tratamiento desde hacía algunos meses. En octubre de ese año acudió a Nueva York para recibir un premio de la Cámara de Comercio de esta ciudad, que reconocía la conducta personal de Waitz como un ejemplo "del más alto servicio a la comunidad" Los fondos recaudados en la cena de gala con motivo del premio fueron destinados a obras sociales.

### Fallecimiento
Grete Waitz falleció el 19 de abril de 2011 a los 57 años a causa de un cáncer. Waitz sobrevivió a su esposo Jack y a sus hermanos Jan y Arild. El gobierno noruego anunció más tarde que sería enterrada con el honor del gobierno en el gasto del estado, la sexta mujer en la historia noruega para ser dada este honor. Esto equivalía a un Funeral de Estado, aunque de acuerdo con los deseos de su familia la ceremonia era privada.

## Significado
Grete Waitz es seguramente la maratonista más importante de la historia. Antes de llegar ella las pocas mujeres que corrían maratones lo hacían de forma casi testimonial, sin que los medios de comunicación ni los organizadores les prestaran casi ninguna atención. Las proezas de Grete Waitz, cuyas marcas no estaban muy lejos de las de los hombres, hicieron que las grandes organizaciones deportivas, la prensa e incluso la medicina deportiva empezaran a dar su apoyo a las mujeres maratonianas. La normalización definitiva llegó cuando en 1984 la maratón femenina fue incluida definitivamente en el programa de los Juegos Olímpicos.

## Resultados
- Europeos de Roma 1974 - 3.ª en 1500 m (4:05,2)
- Europeos de Praga 1978 - 5.ª en 1500 m (4:00,6), 3.ª en 3000 m (8:34,3)
- Mundiales de Helsinki 1983 - 1.ª en maratón (2h28:09)
- Juegos Olímpicos de Los Ángeles 1984 - 2.ª en maratón (2h26:18)

## Mejores marcas
- 1.500 metros - 4:00,55 (Praga, 1978)
- 3.000 metros - 8:31,75 (Oslo, 1979)
- Maratón - 2h24:54 (Londres, 1986)

## Récords del mundo
Maratón:
- 2.32.29 (Nueva York, 22 Oct 1978)
- 2.27.32 (Nueva York, 21 Oct 1979)
- 2.25.41 (Nueva York, 26 Oct 1980)
- 2.25.28 (Londres , 17 Abr 1983)

5.000 metros
- 15:08,80 (Oslo, 26 Jun 1982)

3.000 metros
- 8:46,6 (Oslo, 24 Jun, 1975)
- 8:45,4 (Oslo, 21 Jun, 1976)